# Guillaume de Chalon-Auxerre
Pour les articles homonymes, voir Guillaume de Chalon.
Guillaume de Chalon, dit Chalon-Auxerre ou d'Auxerre, né vers 1270 et mort le 18 juillet 1304, à Mons-en-Pévèle, dit le Grand,, est comte d'Auxerre et de Tonnerre, seigneur de Rochefort, issu de la tige des Chalon-Auxerre(-Tonnerre).

## Biographie

### Origines
L'année de naissance de Guillaume n'est pas précisément connue, mais elle est placée par les auteurs aux environs de l'année 1270. Petit, 1894, proposait vers 1273.
Membre de la tige des Chalon-Auxerre(-Tonnerre), il est le fils de Jean Ier de Chalon-Auxerre († v. 1309), comte d'Auxerre (1227-1237), et de sa seconde épouse Alix de Bourgogne-Auxerre, dite de Nervers, héritière des comtés d'Auxerre et de Tonnerre, fille d'Eudes de Bourgogne et de Mathilde II de Bourbon, comtesse d'Auxerre et de Tonnerre.

### Seigneur de Bourgogne
Il succède à son père comme seigneur de Rochefort et à sa mère à la tête du comté d'Auxerre. Il est aussi seigneur de Montjay.
Sa tante maternelle, comtesse Marguerite de Bourgogne-Tonnerre, lui donne en héritage, en 1292, une partie de ses droits sur le comté de Tonnerre,, ainsi que des biens en Berry, Saint-Aignan, Valençay et Selles. Fromageot (1973) souligne cependant que la comtesse « [conservait] un droit de regard et de contrôle sur les terres concédées ».
Il connaît des tensions avec l'abbé de Saint-Germain.
En 1302, il est présent avec son frère lors des premiers États généraux convoqués par le roi Philippe IV le Bel.
Tout comme son père, il participe à la guerre de Flandre menée par Philippe le Bel contre le comte de Flandre. Il meurt lors de la bataille de Mons-en-Pévèle, le 18 juillet 1304,.

### Succession
Son fils Jean, mineur, prête serment pour les titres d'Auxerre et de Tonnerre, toutefois il est placé sous la tutelle de sa mère jusqu'à son remariage, en 1308,. Son grand-père, Jean Ier de Chalon-Auxerre, prend la suite jusqu'à ce qu'il meurt à son tour, en 1309,. Il est remplacé jusqu'à sa majorité, déclarée en 1314, sous la garde de son parent Louis, comte de Nevers,.

## Famille

### Descendance
Guillaume de Chalon se marie (v. 1292) avec Éléonore (it), fille du comte Amédée V de Savoie,.  
Le couple a deux enfants :
- Jean II, (1292 † 1361/62) comte de Tonnerre (v. 1309—1314 (majorité), puis de 1314—1335, puis de 1356?—1361/62)[8], ∞ (1° 1315) Marie de Genève († v. 1316), fille du comte Amédée II de Genève, ∞ (2°, 1317) sa cousine Alix de Montbéliard († v. 1362), fille de Renaud de Bourgogne.
- Jeanne Ire († v. 1360), hérite de droits sur de comté de Tonnerre par son frère (1335—1356?)[8], ∞ (1321) Robert († 1334), fils du duc Robert II de Bourgogne. Sans postérité.

## Armes et sceaux

Armes des Chalon.

Les armes de la maison de Chalon se blasonnent ainsi de gueules à la bande or..
Un contre contre-sceau de Guillaume, daté de 1296, porte l'écu des Chalon au centre d'un cercle.
Les arcs des voûtes de l'abbatiale Notre-Dame-la-Blanche de Selles-sur-Cher sont peints aux armes de Guillaume de Chalon et son épouse, Éléonore, peinture réalisées lors d'une partie de la reconstruction vers 1300,.